# Исполнительный офис президента США
Исполнительный офис президента США (англ. Executive Office of the President, EOP) — государственная структура, подчиняющаяся непосредственно президенту США и включающая его помощников и советников, а также административно-технический персонал различного уровня. Иногда в русскоязычной литературе называется администрация президента США. Исполнительный офис возглавляет глава аппарата Белого дома.

## История
В 1939 году во время второго срока Франклина Рузвельта были заложены основы современного аппарата Белого дома. На основе рекомендаций созданной Комитетом Браунлоу, Рузвельт смог убедить Конгресс утвердить Закон о реорганизации 1939. После принятия появился Исполнительный офис, подчинённый непосредственно президенту. Тогда в его структуру входил Офис Белого дома и Бюро бюджета, прародитель сегодняшнего Административно-бюджетного управления, которое было создано в 1921 году и до этого входило в структуру Министерства финансов. Первоначально в только созданной структуре увеличение размера персонала было довольно скромным. Но само его создание заложило основу для большого и сложно структурированного аппарата сотрудников Белого дома, который появится уже после Рузвельта.
Вклад Рузвельта значителен, особенно на фоне его предшественников на посту президента. Томас Джефферсон имел в своём распоряжении одного курьера и одного секретаря, которым платил зарплату из своего кармана. Это продолжалось до 1857 года, когда Конгресс выделил деньги для найма клерка. Во время президентства Гранта Улисса штат увеличился до трёх. К 1900 году в число сотрудников Белого дома включены: один секретарь президента (тогда главный помощник президента), два помощника секретаря, два исполнительных секретаря, стенографистка, и семь других сотрудников. При Уоррене Гардинге штат вырос до 31 сотрудника, хотя большинство из них были конторщиками. При президентстве Гувера Конгресс добавил президенту двух дополнительных секретарей, одного из которых Гувер сделал своим пресс-секретарём.